# Head öf the Pack
Head öf the Pack (с англ. — «Вожак стаи») — дебютный полноформатный альбом канадской спид-метал-группы Skull Fist, выпущенный 26 августа 2011 года на лейбле NoiseArt Records. Альбом получил положительные отзывы прессы, в которых отмечалась дань уважения Skull Fist звучанию и группам хэви-метала 1980-х годов.

## Об альбоме
В конце 2010 года Skull Fist выиграли конкурс Rock the Nation 2010, что позволило группе подписать контракт с лейблом NoiseArt Records для записи дебютного альбома и заключить сделку с концертным агентством Rock the Nation для организации концертных туров в его поддержку. Во время европейского турне в апреле 2011 года группу покинули гитарист Сэр Шред и барабанщица Эдисон Тандерлэнд, которая всё же записала партии ударных для альбома. Место второго гитариста занял Джонни Неста, исполнивший в альбоме партии соло-гитары.
Альбом был записан в первой половине 2011 году на студиях Phase One и Lenz Entertainment в Торонто. Две песни, «Ride the Beast» и «No False Metal» являются одними из первых сочинённых и записанных песен Skull Fist, они были выпущены ещё на их двухпесенном демо No False Metal в 2006 году, а также были включены в дебютный мини-альбом группы Heavier Than Metal. В конце июля 2011 года Skull Fist выложили заглавный трек альбома на странице NoiseArt Records в Facebook. 3 августа был выложен трейлер альбома и оглашён список композиций.
После выхода альбома Skull Fist отправились в европейское турне вместе с такими группами, как Grave Digger, Sabaton и Powerwolf. В январе и феврале 2012 года группа продолжила выступления в Европе вместе с Grand Magus, Bullet и Steelwing.

## Отзывы критиков
| Оценки критиков | Оценки критиков |
| Источник        | Оценка          |
| --------------- | --------------- |
| Brave Words     | [ 6 ]           |
| Classic Rock    | [ 7 ]           |
| Rock Hard       | [ 8 ]           |
| Metal.de        | [ 9 ]           |

Альбом получил положительные отзывы со стороны музыкальных изданий. Критики отмечали звучание коллектива, схожее с группами хеви- и спид-метала 80-х годов, а также следование духу и атмосфере музыки тех времён. Колин Бюттнер из портала Metal.de описал это следующим образом: «…в Head öf the Pack нет ничего оригинального. Но Skull Fist освоили свои инструменты и генерируют много энергии, так что голова автоматически начинает трястись в такт, и вы чувствуете огромное желание открыть пиво. <…> Так что, если вы увлекаетесь металом, который берёт своё начало в 80-х, вы точно не будете разочарованы». В обзорах музыкальный стиль Skull Fist сравнивали с такими классическими метал-группами, как Iron Maiden, Accept, Exciter, Riot, Saxon и Scorpions.
Музыкальный журнал Kerrang! включил Head öf the Pack в список «13 канадских альбомов, который должен купить каждый», снова отметив дань уважения коллектива к Новой волне британского хеви-метала и «безудержную энергетику» альбома. Боб Кок, редактор новостного сайта MetalSucks, поставил Head öf the Pack на второе место в своём списке лучших альбомов 2011 года, таким образом, оценив его выше, чем альбомы Megadeth, Mastodon, Ghost и других более известных коллективов.

## Список композиций
Слова и музыка всех песен — Skull Fist, за исключением 11 трека.
| №                   | Название                               | Перевод названия             | Длительность |
| ------------------- | -------------------------------------- | ---------------------------- | ------------ |
| 1.                  | «Head of the Pack»                     | «Вожак стаи»                 | 3:52         |
| 2.                  | «Ride the Beast»                       | «Оседлать зверя»             | 3:43         |
| 3.                  | «Commanding the Night»                 | «Командуя ночью»             | 3:39         |
| 4.                  | «Get Fisted»                           | «Получить кулаком»           | 4:14         |
| 5.                  | «Cold Night»                           | «Холодная ночь»              | 3:08         |
| 6.                  | «Tear Down the Wall»                   | «Снести стену»               | 2:58         |
| 7.                  | «Commit to Rock»                       | «Посвятить себя року»        | 4:34         |
| 8.                  | «Ride On»                              | «Продолжать ехать»           | 4:48         |
| 9.                  | «Like a Fox»                           | «Словно лиса»                | 3:59         |
| 10.                 | «No False Metal»                       | «Никакого фальшивого метала» | 4:44         |
| 11.                 | «Attack Attack» (кавер на Tokyo Blade) | «Атаковать, атаковать»       | 3:08         |
| Общая длительность: | Общая длительность:                    | Общая длительность:          | 42:47        |

## Участники записи
Skull Fist
- Зак Слотер — вокал, гитара
- Кейси Слэйд — бас-гитара
- Джонни Неста — гитара
- Элисон Тандерленд — ударные (Указана как приглашённый музыкант)

Технический персонал
- Дэн Цурунис — продюсер, звукоинженер
- Майкл Джек — звукоинженер
- Гарри Гесс — мастеринг
- Филлип Бернард — обложка